# Зард-Кеш
Зард-Кеш (перс. زردكش) — село в Ірані, у дегестані Джіранде, у бахші Амарлу, шагрестані Рудбар остану Ґілян. За даними перепису 2006 року, його населення становило 15 осіб, що проживали у складі 5 сімей.

## Клімат
Середня річна температура становить 16,64 °C, середня максимальна – 33,12 °C, а середня мінімальна – -2,33 °C. Середня річна кількість опадів – 518 мм.
| Клімат поселення                              | Клімат поселення | Клімат поселення | Клімат поселення | Клімат поселення | Клімат поселення | Клімат поселення | Клімат поселення | Клімат поселення | Клімат поселення | Клімат поселення | Клімат поселення | Клімат поселення | Клімат поселення |
| Показник                                      | Січ.             | Лют.             | Бер.             | Квіт.            | Трав.            | Черв.            | Лип.             | Серп.            | Вер.             | Жовт.            | Лист.            | Груд.            |                  |
| Середній максимум, °C                         | 15,35            | 13,80            | 17,19            | 23,57            | 28,14            | 33,12            | 33,08            | 32,03            | 27,99            | 22,89            | 17,76            | 12,68            |                  |
| Середня температура, °C                       | 7,28             | 5,74             | 9,14             | 15,50            | 20,06            | 25,05            | 28,16            | 27,10            | 23,06            | 17,95            | 12,82            | 7,74             |                  |
| Середній мінімум, °C                          | −0,78            | −2,33            | 1,06             | 7,44             | 12,01            | 16,99            | 23,22            | 22,17            | 18,13            | 13,03            | 7,90             | 2,83             |                  |
| Норма опадів, мм                              | 52               | 47               | 69               | 51               | 28               | 12               | 13               | 16               | 26               | 54               | 69               | 81               |                  |
| Середньомісячна швидкість вітру, м/с          | 1.86             | 2.36             | 2.90             | 3.14             | 2.92             | 3.00             | 3.19             | 2.93             | 2.50             | 2.39             | 1.80             | 1.90             |                  |
| Середньомісячна сонячна радіація, кДж/м²·день | 7688             | 9996             | 12192            | 16545            | 20943            | 24043            | 24504            | 21521            | 17713            | 12407            | 9347             | 7374             |                  |
| --------------------------------------------- | ---------------- | ---------------- | ---------------- | ---------------- | ---------------- | ---------------- | ---------------- | ---------------- | ---------------- | ---------------- | ---------------- | ---------------- | ---------------- |
| Джерело:                                      |                  |                  |                  |                  |                  |                  |                  |                  |                  |                  |                  |                  |                  |